# Глушица (Гродненская область)
Глуши́ца (бел. Глушыца) — деревня в Жуковщинском сельсовете Дятловского района Гродненской области Белоруссии. По переписи населения 2009 года в Глушице проживало 2 человека.

## География
Глушица расположена в 23 км к северу от Дятлово, 140 км от Гродно, 33 км от железнодорожной станции Новоельня.

## История
На начало XX века Глушица — деревня в Белицкой волости Лидского уезда Гродненской губернии.
В 1921—1939 годах Глушица находилась в составе межвоенной Польской Республики. В 1923 году в Глушице имелось 4 хозяйства, проживало 24 человека. В сентябре 1939 года Глушица вошла в состав БССР.
В 1996 году Глушица входила в состав колхоза «1-е Мая». В деревне насчитывалось 3 хозяйства, проживало 6 человек.